# Восхождение Юпитер
«Восхожде́ние Юпи́тер» (англ. Jupiter Ascending) — фантастический фильм, снятый Ланой и Лилли Вачовски с Милой Кунис, Ченнингом Тейтумом и Шоном Бином в главных ролях. Изначально премьера должна была состояться летом 2014 года, но затем была перенесена на зиму 2015 года из-за работы над спецэффектами и проведения более эффективной рекламной кампании. Премьера в России — 5 февраля 2015 года. Фильм занял одно из первых мест в списке самых провальных фильмов 2015 года по версии авторитетного журнала The Telegraph: на создание фильма было потрачено 285 млн дол (вместе с маркетингом), тогда как сборы составили около 184 млн дол.

## Сюжет
Земля и бесчисленное множество других планет были основаны семьями транслюдей и инопланетными королевскими особами с целью сбора полученных организмов для производства сыворотки вечной молодости для элиты на других планетах. После смерти матриарха Дома Абрасакса, самой могущественной из инопланетных династий, её дети, Балем, Калик и Тит, ссорятся из-за наследства. Балем унаследовал огромный перерабатывающий завод на Юпитере, а Тит тратил своё наследство на дорогой космический корабль.
Юпитер Джонс рассказывает, что её отец Максимилиан встретил её мать Алексу в Санкт-Петербурге. После убийства Максимилиана в результате ограбления Алекса называет свою дочь Юпитер в честь любимой планеты скончавшегося отца, и они переезжают в Чикаго жить с семьёй Алексы.
Спустя годы Юпитер скромно живёт, занимаясь, вместе со своей семьёй, уборкой домов богатых соседей. Юпитер хочет купить телескоп и соглашается продать свои яйцеклетки, используя имя своей подруги Кэтрин в качестве псевдонима. В доме Кэтрин на Юпитер и Кэтрин нападают инопланетные «Хранители». Юпитер фотографирует их, но те стирают воспоминания обеих девушек об этом инциденте. Юпитер находит странную фотографию на своём телефоне, ожидая в донорской клинике, но ничего не может вспомнить об этом. Во время процедуры врачи и медсестры, оказавшиеся Хранителями, хотят убить Юпитер, но её спасает Кейн Уайз, бывший солдат, посланный Титом, чтобы привезти Юпитер к нему. Когда Кейн и Юпитер убегают, их космический корабль уничтожает отряд Хранителей. Кейн отбивает атаку, убивает Хранителей и угоняет одну из их машин, защищая Юпитер. После этого Кейн понимает, что Юпитер имеет большое значение для Тита и Балема, которые, как выяснилось, отправили Хранителей на Землю, чтобы захватить её. Кейн отводит Юпитер в укрытие Стингера Апини, ещё одного бывшего солдата, живущего в изгнании на Земле. Когда Юпитер узнаёт, что она может контролировать пчёл в резиденции Стингера, она обнаруживает, что является галактической королевской особой.
Стингер соглашается помочь Юпитер. Но она захвачена группой охотников, которые, вероятно, работают на Балема. Калик подкупила их, чтобы те привели Юпитер в её дворец на далёкой планете. Там Калик объясняет, что Юпитер генетически идентична мёртвому матриарху и, следовательно, является законным владельцем Земли. При поддержке капитана Диомика Цинь из межгалактической полиции Эгида Кейн забирает её у Калики и доставляет в межгалактическую столицу планеты Орз, чтобы Юпитер получила своё наследство.
В очередной попытке заманить Юпитер к себе, Балем отправляет Грегана похитить семью Юпитер. На обратном пути на Землю приспешники Тита захватывают Юпитер и задерживают Кейна в наказание за то, что он не привёл Юпитер, как обещал. Тит раскрывает Кейну свой план жениться на Юпитер, убить её и предъявить требования на Землю. Затем Тит выбрасывает Кейна в космическое пространство и пытается соблазнить Юпитер, заявив о своём намерении прекратить торговлю сывороткой вечной молодости, следующим источником для которой является Земля. Кейн выживает и возвращается со Стингером, чтобы спасти Юпитер на алтаре, прежде чем она выйдет замуж. Юпитер просит вернуть её домой, но узнаёт, что её семья была взята в заложники Балемом.
На своём перерабатывающем заводе внутри Большого Красного Пятна Балем требует Землю в обмен на семью Юпитер. Понимая, что Балем может «пожинать» Землю только с её разрешения, Юпитер отказывается. Кейн проникает на завод и повреждает его гравитационный корпус, в результате чего завод начинает коллапсировать. Пока завод эвакуируется, прибывает корабль Цинь и спасает семью Юпитер. Юпитер выжила под разрушающимися обломками, только чтобы приземлиться у ног Балема, который пытается убить её. Но она отбивается от Балема и спасена благодаря Кейну, а Балем разбивается насмерть. Поскольку завод вот-вот разрушится, Цинь открывает портал на Землю и готовится к эвакуации, потенциально бросая Кейна и Юпитер. Но они выжили и пересекли портал вместе с кораблём Цинь. Семья Юпитер возвращается домой, не помня об исчезновении, в то время как Юпитер тайно сохраняет право собственности на Землю. Звание Кейна в Легионе восстановлено, и они с Юпитер начинают отношения.

## В ролях
| Актёр              | Роль                                           |
| ------------------ | ---------------------------------------------- |
| Мила Кунис         | Юпитер Джонс                                   |
| Ченнинг Тейтум     | Кейн Уайз                                      |
| Шон Бин            | Стингер Апини                                  |
| Эдди Редмэйн       | Балем Абрасакс первый наследник дома Абрасакс  |
| Таппенс Мидлтон    | Калик Абрасакс вторая наследница дома Абрасакс |
| Дуглас Бут         | Тит Абрасакс третий наследник дома Абрасакс    |
| Гугу Мбата-Роу     | Фэмулус помощница Тита                         |
| Джеймс Д’Арси      | Максимилиан Джонс отец Юпитер                  |
| Мария Дойл-Кеннеди | Алекса мать Юпитер                             |
| Ванесса Кирби      | Кэтрин Данлеви                                 |
| Никки Амука-Берд   | Диомика Цинь капитан корабля эйгисов           |
| Рамон Тикарам      | Фило Перкадиум                                 |
| Кристина Коул      | Джемма Чаттерджи киборг                        |
| Николас А. Ньюман  | Нэш (Ганеша)                                   |
| Эрион Бакаре       | мистер Григан                                  |
| Фрог Стоун         | тётя Нина                                      |
| Дэвид Аджала       | Ибис охотник                                   |
| Пэ Ду На           | Разо охотник                                   |
| Терри Гиллиам      | чиновник                                       |

## Премии и номинации
| Премия              | Номинация                          | Номинанты            | Итог      |
| ------------------- | ---------------------------------- | -------------------- | --------- |
| Kids' Choice Awards | Любимая звезда боевиков            | Ченнинг Татум        | Номинация |
| Teen Choice Awards  | Лучший киноактёр: Sci-Fi/Fantasy   | Ченнинг Татум        | Номинация |
| Teen Choice Awards  | Лучшая киноактриса: Sci-Fi/Fantasy | Мила Кунис           | Номинация |
| Золотая малина      | Худший фильм                       | «Восхождение Юпитер» | Номинация |
| Золотая малина      | Худший актёр                       | Ченнинг Татум        | Номинация |
| Золотая малина      | Худшая актриса                     | Мила Кунис           | Номинация |
| Золотая малина      | Худший актёр второго плана         | Эдди Редмейн         | Победа    |
| Золотая малина      | Худший режиссёр                    | Вачовски             | Номинация |
| Золотая малина      | Худший сценарий                    | Вачовски             | Номинация |